# Интерлейкин 20
Интерлейкин 20  (англ. Interleukin-20, IL-20) — цитокин семейства интерлекина 10, продукт гена человека IL20.

## Структура
Альтернативный сплайсинг приводит к образованию 2 изоформ. Основная изоформа 1 интерлейкина 20 состоит из 176 аминокислот, молекулярная масса 20,1 кДа. 

## Функции
Интерлейкин 20 входит в семейство интерлейкина 10 и образует цитокиновое подсемейство, в которое входят также интерлейкины 19, 22 и 24. Интерлейкин 20 и интерлейкины его подсемейства связывается с комплексом рецептора интерлейкина 20 (IL-20R), что приводит к активации STAT3. Этот же рецептор распознаёт интерлейкины 19 и 24. Экспрессируется активированными кератиноцитами и моноцитами и переносит сигнал на кератиноциты и другие эпителиальные клетки. Регулирует пролиферацию и дифференцировку кератиноцитов в ходе воспаления, в особенности при кожном воспалении. Специфический рецептор этого интерлейкина обнаружен в коже и существенно повышен при псориазе, что предполагает роль цитокина в функционировании эпидермиса и при псориазе. Кроме этого, интерлейкин 20 приводит к пролиферации гематопоэтических клеток-предшественников.

## В терапии
Моноклональные антитела к интерлейкину 20 являются клиническими кандидатами для лечения и профилактики псориаза, ревматоидного артрита, атеросклероза, остеопороза и инсульта.